# Álvaro de Caminha
Álvaro de Caminha (Faro (?), ? — São Tomé, 28 de abril de 1499), foi donatário da Ilha de São Tomé, nomeado por D. João II em carta datada de 29 de Julho de 1493, que se ocupou da sua colonização de um modo mais efectivo que os seus antecessores, já que para o efeito lhe foram entregues os filhos recém-baptizados dos judeus e alguns degredados, bem como privilégio especial de comprar escravos no continente para povoar a ilha, outros privilégios seriam dados como o direito dos moradores de comerciarem livremente na costa do Manicongo e na ilha de Fernão do Pó. Instalou o seu centro populacional na baía de Ana de Chaves, por lhe parecer mais adequada que o anterior local. Durante o seu governo efectua introdução da plantação da cana-de-açúcar na ilha, com resultados bastante positivos. O seu testamento é um documento importante para o estudo da colonização da ilha de São Tomé.
Exerceu o cargo de recebedor da Alfândega de Lisboa e de capitão-mór (governador) da ilha de São Tomé.